# Meconema
Meconema is een geslacht van rechtvleugeligen uit de familie sabelsprinkhanen (Tettigoniidae). De wetenschappelijke naam van dit geslacht is voor het eerst geldig gepubliceerd in 1831 door Serville.

## Soorten
Het geslacht Meconema omvat de volgende soorten:
- Meconema meridionale Costa, 1860 (Zuidelijke boomsprinkhaan)
- Meconema subpunctatum Motschulsky, 1866
- Meconema thalassinum De Geer, 1773 (Boomsprinkhaan)